# Ibalonianus kueckenthali
Ibalonianus kueckenthali is een hooiwagen uit de familie Podoctidae.